# Нігоіті
Нігоіті (груз. ნიგოითი) — село в Грузії.
За даними перепису населення 2014 року в селі проживає 615 осіб.